# PSR B1620-26
Désignations
PSR B1620-26 est un pulsar d'environ 1,35 masse solaire situé à 12 400 années-lumière (3,8 kpc) de la Terre dans l'amas globulaire M4 de la constellation du Scorpion, 1,3° à l'ouest de l'étoile Antarès. Il s'agit d'un pulsar milliseconde effectuant près de 100 rotations par seconde.
Avec WD B1620-26, une naine blanche d'environ 0,34 masse solaire qui constitue son compagnon à environ une unité astronomique de distance, il forme un système binaire caractérisé par une période de révolution de 191,442 8 jours (un peu plus de six mois), une excentricité de 0,025 et une inclinaison de 55+14
−8°.
PSR B1620-26 b, une planète circumbinaire d'environ 2,5 ± 1 masses joviennes, orbite également autour de ce système,, avec une période de révolution d'une centaine d'années et un demi-grand axe de l'ordre de 23 UA.
PSR B1620-26 est ainsi le seul pulsar radio connu faisant partie d'un système triple dans un amas globulaire.